# Giorgio Villa
Pour les articles homonymes, voir villa (homonymie).
Giorgio Villa est un ancien pilote  de rallyes-raids et de motonautisme italien.

## Biographie
Ce pilote italien débute les compétitions mécaniques sur 4 roues à la fin des années 1970, puis passe au motonautisme en 1981, empochant dès sa première saison deux succès dans le championnat d'Italie, en Classe 3 Offshore.
Sa carrière de compétiteur s'achève en 1991, après un dernier succès motonautique à Mar del Plata, en Argentine.

## Palmarès au rallye-raidParis-Dakar
| Année | Catégorie                       | Véhicule | Copilotes         | Classement Camions | Classement général |
| ----- | ------------------------------- | -------- | ----------------- | ------------------ | ------------------ |
| 1987  | Camions (de moins de 10 tonnes) | Mercedes | Delfino           | 4º                 | 37º                |
| 1990  | Camions                         | Perlini  | Delfino / Vinante | 1º                 | 16º                |

### Autres rallyes-raids
- Rallye des Pharaons: vainqueur en 1988, en catégorie Camions.

## Motonautisme
- 1 Championnat  du monde de motonautisme, catégorie Classe 3 Offshore (à Cowes en Angleterre) (1re moitié des années 1980 - date exacte ?);
- 1 Championnat d'Europe de motonautisme, catégorie Classe 3 Offshore (à Pole) (1re moitié des années 1980 - date exacte ?);
- Champion du monde de motonautisme en 1986, catégorie Classe 2 Offshore (à Auckland);
- Champion du monde de motonautisme en 1986, Vélocité Classe R/7000 R/5000 (Auckland);
- Champion du monde de motonautisme en 1988, catégorie Classe 1 Offshore sur monocoque Buzzi (de nouveau à Cowes, Angleterre (Cowes - Torquay - Cowes));
- Champion d'Europe de motonautisme en 1988, catégorie Classe 1 Offshore sur monocoque Buzzi;
- Champion d'Italie de motonautisme en 1989, catégorie Classe 1 Offshore sur monocoque Buzzi;
- 1986: plusieurs records du monde d'endurance et de vitesse Inshore sur le lac de Côme, dont l'un en vitesse pure, à la moyenne de 214 km/h.